# Adolf Sabelko
Adolf Sabelko (* 17. Mai 1890 in Brand-Nagelberg, Niederösterreich; † 20. Februar 1973 in Ober-Grafendorf, Niederösterreich) war ein österreichischer römisch-katholischer Geistlicher sowie kurzzeitig Politiker der CSP.

## Leben
Adolf Sabelko absolvierte die Gymnasien in Waidhofen an der Thaya und Melk und schrieb sich nach der Matura am Priesterseminar in St. Pölten ein, an welchem er Theologie studierte. 1914 wurde Sabelko in St. Pölten auch zum Priester geweiht. Danach wirkte Sabelko rund 20 Jahre lang in acht niederösterreichischen Gemeinden als Seelsorger und einfacher Pfarrer in Maria-Anzbach, Ottenschlag, Großgöttfritz, Steinakirchen am Forst, Neulengbach, Gerersdorf, St. Margarethen an der Sierning und Weinburg.
Im Juni 1932 wurde Sabelko für die CSP als Mitglied des Bundesrats vereidigt; er blieb rund eineinhalb Jahre, bis Dezember 1933, Bundesrat.
1935 kam er nach Ober-Grafendorf, wo er zum Kaplan ernannt wurde. Er blieb es bis zu seiner Pensionierung, im Jahr 1963.
1937 wurde Sabelko zum Dechant des Dekanats St. Pölten ernannt, eine Funktion, die er ebenfalls bis zum Antritt seiner Pension, im Jahr 1963, ausübte.
In Ober-Grafendorf erinnert Adolf-Sabelko-Gasse noch heute an ihn.